# Tonara
Tonara (sardisk: Tonàra) er en by og en kommune (comune) i provinsen Nuoro i regionen Sardinien i Italien. Byen ligger i 900 meters højde og har 2.019 indbyggere (2016). Kommunen har et areal på 52,02 km² og grænser til kommunerne Belvì, Desulo, Sorgono og Tiana.